# Hugues le Brun
Pour les articles homonymes, voir Hugues de Lusignan.
Hugues le Brun (av. 1124-1169), est un noble poitevin de la maison de Lusignan.
Il a souvent échappé aux généalogistes qui l'ont confondu avec son fils aîné Hugues IX le Brun, comte de la Marche et parfois également avec son père. Il est également nommé Hugues de Lusignan dans une  unique source datée entre 1160 et 1163

## Biographie

### Famille
Hugues le Brun est le fils aîné d'Hugues VIII (v. 1097-ap. 1171), seigneur de Lusignan (1151-ap. 1171) et de Bourgogne de Rancon (av. 1112-ap. 1169), dame de Vouvant.
Hugues le Brun est le frère aîné de Geoffroy Ier de Lusignan (av. 1150-1216), seigneur de Vouvant, d'Aimery (1152-1205) et de Guy de Lusignan (av. 1153-1194). Ses frères s'illustrent en Terre Sainte et apportent un immense prestige à l'ensemble de la famille en raison des hauts faits d'armes de Geoffroy et par l'accession aux titres royaux de Jérusalem et de Chypre de Guy et d'Aimery.
Entre 1152 et 1162, Hugues le Brun apparaît dans un acte avec ses parents et ses frères Robert, Geoffroy et Pierre.

#### Gestion des domaines familiaux

Royaume de France : expansion de l'empire Plantagenêt de 1144 à 1166.

Associé à la gestion des possessions familiales poitevines, il signe plusieurs actes notamment pendant l'absence de son père parti en Orient en 1163,,. Hugues le Brun est cité comme seigneur de Lusignan dans l'un d'eux.

#### Révolte féodale en Poitou
En 1168, une révolte est déclenchée en Aquitaine par Audebert IV, comte de la Marche, Guillaume VI Taillefer, comte d'Angoulême, Robert et Hugues de Sillé contre le pouvoir Plantagenêt, à laquelle prend part son frère cadet Aimery de Lusignan. La réponse du roi d'Angleterre est foudroyante mais ne cible que les possessions des Lusignan, ne pouvant mater l'ensemble des conjurés. Henri II  traverse la Manche, la Normandie, l'Anjou et le nord du Poitou, prend et détruit le château de Lusignan.
Afin d'apaiser la noblesse poitevine, Henri II  place à la tête de l’Aquitaine son épouse, la duchesse-reine Aliénor. Pour assurer la sécurité de la reine et la  continuité de sa propre autorité, il assigne auprès d'Aliénor l'un de ses proches, Patrick, comte de Salisbury.
Profitant du départ du roi et de son armée pour la Normandie, les frères Lusignan réinvestissent  leur forteresse et la rebâtissent. Cependant, la présence du comte de Salisbury est jugée provocatrice par les membres de la famille. Lors d'un déplacement de la reine aux alentours de Poitiers, Geoffroy de Lusignan et plusieurs de ses frères organisent une embuscade où Patrice de Salisbury est tué par Guy et où le jeune Guillaume le Maréchal est fait prisonnier,,. Cet épisode amène Pierre, Guy et Aimery à être bannis des terres d'Aquitaine, à prendre la croix et à s'exiler en Terre Sainte,,. Les trois frères rejoignent leur père, Hugues VIII, dans le comté de Tripoli.
Le conflit entre Henri II  d'Angleterre dure encore plusieurs mois. Ses oncles, Rorgon, seigneur d'Angles-sur-l'Anglin, Galeran, et son frère Robert disparaissent de la documentation.

### Décès
Hugues le Bun décède, avant son père, en avril 1169 et est enterré à Lusignan,. On ne connait pas les causes de son décès et si elle est liée au conflit qui oppose sa famille au pouvoir Plantagenêt. Hugues le Brun laisse trois enfants encore mineurs.

## Mariage et descendance

### Aurengarde d'Exoudun
Hugues le Brun épouse Aurengarde (av. 1124-v. 1174) dite Ala, probable fille de Raoul, seigneur d'Exoudun, et héritière de ce dernier, faisant ainsi passer les seigneuries d'Exoudun, de la Mothe Saint-Héray et peut-être de Château-Larcher dans les possessions de la maison de Lusignan.

### Postérité
De cette union naissent :
- Hugues IX le Brun (av. 1151-11 août 1219), seigneur de Lusignan et comte de la Marche ;
- Aénor de Lusignan (av. 1154-ap. 1195) ; sans postérité ni union connues[8].
- Raoul Ier d'Exoudun (av. 1169-1er mai 1219), seigneur d'Exoudun, Chizé, Civray, Melle, Benet. Il devient comte d'Eu et baron d'Hastings par son mariage avec Alix d'Eu (v. 1180-14 mai 1245).

Veuve, Aurengarde d'Exoudun se remarie avec le seigneur de Surgères, Guillaume III Maingot (av. 1156-ap. 1174), veuf de sa première épouse Berthe de Rancon, et a de son second époux,, :
- Hugues de Surgères (v.1174-1212)[28], vicomte baillistre de Châtellerault (1205-1212)[29],[30],[31]. Hugues décède prématurément en Orient, devant Saint-Jean-d'Acre, en 1212[32],[33],[27].

## Sceau
Un sceau d'Hugues le Brun semble avoir existé mais aucune empreinte ou dessin n'ont été conservés.

## Sources et bibliographie